# دوكوسات الصوديوم
دوكوسات الصوديوم(بالإنجليزية: Dioctyl sodium sulfosuccinate)‏ هو مطري للبراز، يعمل على زيادة كمية الماء التي يمتصها البراز في الأحشاء، مما يجعله أكثر طراوة وأسهل عبوراً.
ويعمل أيضاً على حث عضلات الأحشاء على دفع البراز في الجسم.

## الزمرة الدوائية
الملينات والمسهلات.

## الاستطباب
- يستخدم هذا الدواء لعلاج الإمساك العرضي. تعتبر مطريات البراز مثل الدوكيوزات دائما خط العلاج الأول في الوقاية والعلاج من هذا النمط من الإمساك. *يستخدم الدوكيوزات دائما عندما يكون من المتوجب تجنب حركة الأمعاء (مثلا بعد العمل الجراحي أو بعد الإصابة بنوبة قلبية).

## الجرعة وطريقة الاستعمال
- تناول هذا الدواء عن طريق الفم، وعادة في وقت النوم مع كوب كامل (8 أونصات أو ملليلتر 240) من الماء أو العصير، أو حسب توجيهات الطبيب. تعتمد هذه الجرعة على أساس الحالة الصحية أو الاستجابة للعلاج. فم بتخفيض الجرعة أو إيقاف الدواء إذا ما تزايد الإسهال.
- إذاكنت تستخدم ها الدواء بالشكل السائل قم بقياس الجرعة بشكل دقيق وذلك باستخدام أداة أو ملعقة خاصة مدرجة. لا تستخدم الملعقة المنزلية لأنك قد لا تحصل على الجرعة الصحيحة.
- إذا كنت تستخدم القطرات، قم بقياس الدواء بالقطارة المقدمة معه، أو استخدام ملعقة قياس الجرعة أو أي جهاز للتأكد من حصولك على الجرعة الصحيحة.
- امزج الشراب أو السائل أو القطرات مع 4-8 أونصات من عصير الفاكهة أو الحليب أو أي محضر للرضع وذلك لتجنب تخريش الحلق وتهيجه وإخفاء الطعم المر.
- استخدام هذا الدواء فقط عند الحاجة. لا تستخدم هذا المنتج لأكثر من أسبوع ما لم توجه من قبل الطبيب. عادة ما يرى التحسن خلال 1-3 أيام. أخبر طبيبك إذا لم تتحسن حالتك أو أصبحت أسوء.
- اتبع جميع التوجيهات الموجود على غلاف المنتج مالم يتم توجيه خلاف ذلك من قبل الطبيب. إذا كنت غير متأكد حول أي من المعلومات، استشر طبيبك أو الصيدلاني.

## الآثار الجانبية
- قد يحدث آلام في المعدة، إسهال، تشنج.
- ربما يحدث انزعاج في الحلق (مع الأشكال السائل أو الشرابات).
- كثير من الناس اللذين يستخدمون هذا الدواء ليس لديهم آثار جانبية خطيرة.
- أخبر طبيبك فوراً إذا حدثت هذه الآثار الجانبية الضارة (لكن غير محتملة الحدوث): نزف مُسْتَقيمِيّ، رد فعل تحسسي شديد لهذه الدواء (غير محتمل)، يجب طلب الرعاية الطبية فوراً إذا حدث.
- أعراض ردود الفعل التحسسية الخطيرة قد تشمل: طفح، حكة/تورم (خاصة في الوجه واللسان والحلق)، دوخة شديدة، اضطراب تنفسي.

إذا لاحظت آثار أخرى غير المذكورة أعلاه، اتصل بطبيبك أو الصيدلاني.

## الاحتياطات
قبل أخذ هذا الدواء، أخبر طبيبك أو الصيدلاني إذا كان لديك حساسية منه، أو إذا كنت تعناي من أي حساسية أخرى.
ناقش الطبيب أو الصيدلاني قبل استخدام هذا الدواء إذا كان لديك أي من المشاكل الصحية التالية: ألم بطني حاد, غثيان, إقياء, تغير مفاجئ في روتين الأمعاء خلال الأسبوعين الماضيين.
ينصح بأن يستخدم هذا الدواء فقط عند الحاجة الواضحة إليه أثناء الحمل. ناقشي الأخطار والمنافع مع طبيبك. من غير المعروف فيما إذا كان هذا الدواء يعبر إلى حليب الرضاعة. ناقشي طبيبك قبل الإرضاع.

## التداخلات الدوائية
- ينصح ألا يستخدم هذا الدواء مع الأدوية التالية لأنه يمكن أن تحدث تداخلات خطيرة جداً:الزيت المعدني.
- أخبر طبيبك أو الصيدلاني قبل استخدام هذا الدواء بكل المنتجات العشبية الوصفية وغير الوصفية التي يمكن أن تتناولها, بخاصة: الأدوية الحاوية على فينول فتالئين.

## الحفظ والتخزين
- تحفظ في مكان بارد وجاف بعيداً عن الضوء والحرارة المباشرين.
- احفظ كل الأدوية بعيداً عن متناول ومرأى الأطفال.